# Franse Gemeenschapsraad (samenstelling 1988-1991)
Dit is de lijst van de leden van de Franse Gemeenschapsraad in de legislatuur 1988-1991. De Franse Gemeenschapsraad was de voorloper van het Parlement van de Franse Gemeenschap en werd nog niet rechtstreeks verkozen.
De legislatuur 1988-1991 telde 132 leden. Dit waren de 88 leden van de Franse taalgroep uit de Kamer van volksvertegenwoordigers verkozen bij de verkiezingen van 13 december 1987 en de 44 rechtstreeks gekozen leden van de Franse taalgroep uit de Belgische Senaat, eveneens verkozen op 13 december 1987.
De legislatuur ging van start op 2 februari 1988 en eindigde op 15 oktober 1991.
De Franse Gemeenschapsraad controleerde die legislatuur de werking van de Franstalige Regering-Moureaux II (februari - mei 1988) en de Regering-Féaux (mei 1988 - januari 1992). Beide regeringen steunden op een meerderheid van PS en PSC. De oppositiepartijen waren dus PRL, Ecolo en FDF.

## Samenstelling
| Fractie | Fractie       | Zetels |
| ------- | ------------- | ------ |
|         | PS            | 60     |
|         | PRL           | 35     |
|         | PSC           | 27     |
|         | Ecolo-FDF     | 9      |
|         | Onafhankelijk | 1      |

## Lijst van de parlementsleden
| Volksvertegenwoordiger      | Partij | Kieskring                                   | Opmerkingen |
| --------------------------- | ------ | ------------------------------------------- | --- |
| Bernard Anselme             | PS     | Namen-Dinant-Philippeville                  | Secretaris tot 11 mei 1988. |
| André Baudson               | PS     | Charleroi-Thuin                             | |
| Yvon Biefnot                | PS     | Bergen-Zinnik                               | Voorzitter van de PS-fractie, tot 13 februari 1989 voorzitter van de commissie Radio en Televisie en vanaf 13 februari 1989 voorzitter van de commissie Radio, Televisie en Bioscopen. |
| Colette Burgeon             | PS     | Bergen-Zinnik                               | |
| Willy Burgeon               | PS     | Charleroi-Thuin                             | |
| Philippe Busquin            | PS     | Charleroi-Thuin                             | |
| Guy Charlier                | PS     | Aarlen-Marche-Bastenaken-Neufchâteau-Virton | |
| Guy Coëme                   | PS     | Hoei-Borgworm                               | |
| Jacques Collart             | PS     | Charleroi-Thuin                             | |
| Jean-Marie Léonard          | PS     | Luik                                        | Vervangt vanaf 12 juni 1990 André Cools, die besluit om zich voltijds bezig te houden met het burgemeesterschap van Flémalle. |
| Michel Daerden              | PS     | Luik                                        | |
| Léon Defosset               | PS     | Brussel                                     | Defosset overlijdt op 25 september 1991, maar wordt niet meer vervangen. Voorzitter van de commissie Internationale Betrekkingen tot 13 februari 1989, van 13 februari 1989 tot 25 september 1991 voorzitter van de commissie Cultuur, Jeugd en Sport en van 6 juli 1989 tot 25 september 1991 secretaris. |
| Yvan Mayeur                 | PS     | Brussel                                     | Vervangt vanaf 13 februari 1989 André Degroeve, die provinciegouverneur van Brabant wordt. |
| Roger Delizée               | PS     | Namen-Dinant-Philippeville                  | |
| Robert Denison              | PS     | Namen-Dinant-Philippeville                  | |
| Sébastien De Raet           | PS     | Brussel                                     | |
| Didier Donfut               | PS     | Bergen-Zinnik                               | Vervangt vanaf 17 oktober 1989 Elio Di Rupo, die lid wordt van het Europees Parlement. |
| François Dufour             | PS     | Doornik-Aat-Moeskroen                       | |
| Claude Eerdekens            | PS     | Namen-Dinant-Philippeville                  | |
| Valmy Féaux                 | PS     | Nijvel                                      | |
| Gil Gilles                  | PS     | Namen-Dinant-Philippeville                  | |
| Jean-Marie Happart          | PS     | Verviers                                    | |
| Marc Harmegnies             | PS     | Charleroi-Thuin                             | Secretaris vanaf 6 juni 1988. |
| Yvon Harmegnies             | PS     | Bergen-Zinnik                               | |
| Jean-Pol Henry              | PS     | Charleroi-Thuin                             | |
| Charles Janssens            | PS     | Luik                                        | |
| Jacques Leroy               | PS     | Doornik-Aat-Moeskroen                       | |
| Jean Mottard                | PS     | Luik                                        | |
| Philippe Moureaux           | PS     | Brussel                                     | |
| Laurette Onkelinx           | PS     | Luik                                        | |
| Jean-Pierre Perdieu         | PS     | Doornik-Aat-Moeskroen                       | Secretaris tot 8 maart 1988. |
| Viviane Jacobs              | PS     | Brussel                                     | Vervangt vanaf 21 februari 1990 Charles Picqué, die voltijds minister in de Brusselse Hoofdstedelijke Regering wordt. |
| Jacques Santkin             | PS     | Aarlen-Marche-Bastenaken-Neufchâteau-Virton | Voorzitter van de commissie Familie en Sociale Bijstand van 5 juli 1988 tot 13 februari 1989. |
| Pierre Tasset               | PS     | Luik                                        | |
| Eric Tomas                  | PS     | Brussel                                     | Secretaris vanaf 15 oktober 1991. |
| Robert Urbain               | PS     | Bergen-Zinnik                               | |
| Jean-Paul Vancrombruggen    | PS     | Bergen-Zinnik                               | |
| Alain Van der Biest         | PS     | Luik                                        | |
| Léon Walry                  | PS     | Nijvel                                      | |
| Yvan Ylieff                 | PS     | Verviers                                    | |
| André Bertouille            | PRL    | Doornik-Aat-Moeskroen                       | Vanaf 31 oktober 1989 voorzitter van de commissie Gezondheid, Sociale Zaken en Jeugdbescherming. |
| Charles Cornet d'Elzius     | PRL    | Namen-Dinant-Philippeville                  | |
| André Damseaux              | PRL    | Verviers                                    | |
| Armand De Decker            | PRL    | Brussel                                     | Voorzitter van de PRL-fractie tot 12 juli 1989. |
| Eric van Weddingen          | PRL    | Brussel                                     | Vervangt vanaf 17 oktober 1989 François-Xavier de Donnea, die lid wordt van het Europees Parlement. |
| Michel Foret                | PRL    | Luik                                        | Vervangt vanaf 17 oktober 1989 Jean Defraigne, die lid wordt van het Europees Parlement. |
| Denis D'hondt               | PRL    | Doornik-Aat-Moeskroen                       | Voorzitter van de commissie Jeugd en Permanente Vorming tot 13 februari 1989. |
| Willem Draps                | PRL    | Brussel                                     | Secretaris vanaf 17 oktober 1989. |
| André Dubois                | PRL    | Bergen-Zinnik                               | |
| Daniel Ducarme              | PRL    | Charleroi-Thuin                             | |
| Jean Gol                    | PRL    | Luik                                        | |
| Etienne Bertrand            | PRL    | Charleroi-Thuin                             | Vervangt vanaf 16 oktober 1990 Paul Henrotin, die uit de politiek stapt. |
| Pierre Hazette              | PRL    | Hoei-Borgworm                               | Secretaris tot 17 oktober 1989 en ondervoorzitter vanaf 17 oktober 1989. |
| Edouard Klein               | PRL    | Brussel                                     | |
| Etienne Knoops              | PRL    | Charleroi-Thuin                             | Vanaf 13 februari 1989 voorzitter van de commissie Internationale Betrekkingen. |
| Serge Kubla                 | PRL    | Nijvel                                      | |
| Louis Michel                | PRL    | Nijvel                                      | |
| Georges Mundeleer           | PRL    | Brussel                                     | |
| Marcel Neven                | PRL    | Luik                                        | Voorzitter van de commissie Onderwijs en Wetenschappelijk Onderzoek tot 13 februari 1989. |
| Roger Nols                  | PRL    | Brussel                                     | |
| Louis Olivier               | PRL    | Aarlen-Marche-Bastenaken-Neufchâteau-Virton | |
| Jacques Pivin               | PRL    | Brussel                                     | |
| Charles Poswick             | PRL    | Namen-Dinant-Philippeville                  | |
| André Antoine               | PSC    | Nijvel                                      | Vervangt vanaf 2 februari 1988 Gérard Deprez, die verkiest om in het Europees Parlement te blijven zetelen. Antoine is voorzitter van de PSC-fractie. |
| Pierre Beaufays             | PSC    | Namen-Dinant-Philippeville                  | Secretaris vanaf 21 februari 1990. |
| Philippe Charlier           | PSC    | Charleroi-Thuin                             | |
| Anne-Marie Corbisier-Hagon  | PSC    | Charleroi-Thuin                             | |
| Jean-Pierre Detremmerie     | PSC    | Doornik-Aat-Moeskroen                       | Secretaris tot 14 februari 1990. |
| Albert Gehlen               | PSC    | Verviers                                    | |
| Ghislain Hiance             | PSC    | Luik                                        | Vervangt vanaf 18 oktober 1988 Paul-Henry Gendebien, die vertegenwoordiger van de Franstalige gemeenschap wordt en dus de nationale politiek verlaat. |
| Jean-Pierre Grafé           | PSC    | Luik                                        | |
| René Jérôme                 | PSC    | Bergen-Zinnik                               | |
| Philippe Laurent            | PSC    | Charleroi-Thuin                             | |
| Michel Lebrun               | PSC    | Namen-Dinant-Philippeville                  | |
| Alfred Léonard              | PSC    | Hoei-Borgworm                               | |
| Albert Liénard              | PSC    | Bergen-Zinnik                               | |
| Philippe Maystadt           | PSC    | Charleroi-Thuin                             | |
| Joseph Michel               | PSC    | Aarlen-Marche-Bastenaken-Neufchâteau-Virton | |
| Charles-Ferdinand Nothomb   | PSC    | Aarlen-Marche-Bastenaken-Neufchâteau-Virton | |
| Jean-Louis Thys             | PSC    | Brussel                                     | |
| Melchior Wathelet           | PSC    | Verviers                                    | |
| Robert Hendrick             | PSC    | Brussel                                     | Zetelt als onafhankelijke. |
| José Daras                  | Ecolo  | Luik                                        | |
| Henri Simons                | Ecolo  | Brussel                                     | |
| Xavier Winkel               | Ecolo  | Brussel                                     | |
| Georges Clerfayt            | FDF    | Brussel                                     | |
| André Lagasse               | FDF    | Nijvel                                      | Voorzitter van de Ecolo-FDF-fractie. |
| Antoinette Spaak            | FDF    | Brussel                                     | Parlementsvoorzitter, tot 13 februari 1989 voorzitter van de commissie Algemene Zaken, Reglement en Comptabiliteit en vanaf 13 februari 1989 voorzitter van de commissie Onderwijs, Opleiding en Onderzoek.                                                                                                |
| Jean-François Vaes          | Ecolo  | Brussel                                     | |
| François Guillaume          | PS     | Brussel                                     | Ondervoorzitter tot 6 juni 1989. |
| Roger Lallemand             | PS     | Brussel                                     | |
| Serge Moureaux              | PS     | Brussel                                     | |
| Henri Simonet               | PRL    | Brussel                                     | |
| Paul Hatry                  | PRL    | Brussel                                     | |
| Jacques Vandenhaute         | PRL    | Brussel                                     | Ondervoorzitter tot 17 oktober 1989. |
| Edouard Poullet             | PSC    | Brussel                                     | Ondervoorzitter tot 28 juni 1989. |
| Georges Désir               | FDF    | Brussel                                     | |
| Jacky Marchal               | PS     | Nijvel                                      | |
| Charles Aubecq              | PRL    | Nijvel                                      | |
| Lucien Glibert              | PRL    | Nijvel                                      | |
| Edgard Hismans              | PS     | Bergen-Zinnik                               | |
| Willy Taminiaux             | PS     | Bergen-Zinnik                               | Secretaris vanaf 8 maart 1988. |
| Jean Gevenois               | PS     | Bergen-Zinnik                               | |
| Pierre Mainil               | PSC    | Bergen-Zinnik                               | |
| Pol-Gustave Boël            | PRL    | Bergen-Zinnik                               | |
| Denise Nélis                | Ecolo  | Charleroi-Thuin                             | |
| Théophile Toussaint         | PS     | Charleroi-Thuin                             | |
| René Borremans              | PS     | Charleroi-Thuin                             | |
| Nestor-Hubert Pécriaux      | PS     | Charleroi-Thuin                             | |
| Fernand Antoine             | PSC    | Charleroi-Thuin                             | Vanaf 13 februari 1989 voorzitter van de commissie Financiën, Algemene Zaken en Reglement. |
| Jacqueline Mayence-Goossens | PRL    | Charleroi-Thuin                             | |
| Guy Spitaels                | PS     | Doornik-Aat-Moeskroen                       | |
| Pierre Lenfant              | PSC    | Doornik-Aat-Moeskroen                       | Voorzitter van de commissie Gezondheid en Sport tot 13 februari 1989 en ondervoorzitter vanaf 6 juli 1989. |
| Arnaud Decléty              | PRL    | Doornik-Aat-Moeskroen                       | |
| Jean-Maurice Dehousse       | PS     | Luik                                        | |
| Freddy Donnay               | PS     | Luik                                        | Secretaris tot 6 juli 1989 en ondervoorzitter vanaf 6 juli 1989. |
| Gaston Paque                | PS     | Luik                                        | Voorzitter van de commissie Familie en Sociale Bijstand tot 5 juli 1988. |
| Gustave Hofman              | PS     | Luik                                        | |
| Pierrette Cahay-André       | PSC    | Luik                                        | Vervangt vanaf 15 maart 1989 Michel Hansenne, die directeur-generaal van de Internationale Arbeidsorganisatie wordt. |
| Philippe Monfils            | PRL    | Luik                                        | Van 13 februari tot 17 oktober 1989 voorzitter van de commissie Gezondheid, Sociale Zaken en Jeugdbescherming en vanaf 17 oktober 1989 voorzitter van de PRL-fractie. |
| Janine Delruelle            | PRL    | Luik                                        | |
| Robert Collignon            | PS     | Hoei-Borgworm                               | |
| Yves de Seny                | PSC    | Hoei-Borgworm                               | |
| André Grosjean              | PS     | Verviers                                    | |
| Pierre Wintgens             | PSC    | Verviers                                    | Voorzitter van de commissie Schone Kunsten tot 13 februari 1989. |
| Joseph Houssa               | PRL    | Verviers                                    | |
| Elie Deworme                | PS     | Aarlen-Marche-Bastenaken-Neufchâteau-Virton | |
| Guy Lutgen                  | PSC    | Aarlen-Marche-Bastenaken-Neufchâteau-Virton | |
| Jean-Baptiste Poulain       | PS     | Namen-Dinant-Philippeville                  | |
| Robert Belot                | PS     | Namen-Dinant-Philippeville                  | |
| Amand Dalem                 | PSC    | Namen-Dinant-Philippeville                  | |
| Jean Barzin                 | PRL    | Namen-Dinant-Philippeville                  | |